# Шаруа
Шаруа́ или шарва́ — категория зависимых скотоводов (кедей) и земледельцев (жатаки) в казахском феодальном обществе. Шаруа юридически не были закрепощены. Они должны были вносить продуктовую ренту в различных формах и выполнять всевозможные отработки. При усилении эксплуатации между шаруа и феодалами возникали конфликты, при которых шаруа откочёвывали, угоняли скот, принимали участие в вооружённых стычках и так далее.